# 玲珑乡
玲珑乡，是中华人民共和国四川省南充市营山县曾经下辖的一个乡。2019年10月，撤销涌泉乡和玲珑乡，将其所属行政区域划归黄渡镇管辖。

## 行政区划
玲珑乡撤销前下辖以下地区：
宗祠村、牛心村、石堰村、盛坪村、金山村、龙湾村、交通村和文武村。